# Mirosław Trześniewski
Mirosław Ignacy Trześniewski (ur. 1 lutego 1960 w Jeleniej Górze) – polski trener koszykówki (zespołów żeńskich), zdobywca mistrzostwa Polski z ŁKS Łódź w 1997 i pięciu tytułów wicemistrzowskich z ŁKS i Polfą Pabianice.
Jest absolwentem Akademii Wychowania Fizycznego we Wrocławiu (1983). Po studiach pracował jako trener w MKS MDK Karkonosze Jelenia Góra. W ekstraklasie debiutował jako trener w sezonie 1989/1990 z zespołem ROW Rybnik. Następnie pracował jako asystent Henryka Langierowicza we Włókniarzu Pabianice, mając udział w dwóch tytułach mistrzowskich (1991, 1992) i dwóch wicemistrzowskich (1993, 1994). Od 1994 do 1998 pracował w ŁKS Łódź. Przez pierwsze dwa sezony jako asystent Andrzeja Nowakowskiego zdobył kolejno mistrzostwo Polski (1995) i wicemistrzostwo Polski (1996). Od 1996 pracował w ŁKS jako pierwszy trener, poprowadził swój zespół do mistrzostwa Polski w 1997 i wicemistrzostwa w 1998, a także półfinału Pucharu Ronchetti w 1998. Od 1998 do 2004 prowadził Polfę Pabianice, zdobywając cztery tytuły wicemistrzowskie z rzędu (2000–2003), a także dwa brązowe medale mistrzostw Polski (1999 i 2004). W 2004 został trenerem ŁKS Łódź i prowadził go do 2010, jednak nie zdobywając żadnego medalu mistrzostw Polski. Następnie pracował w łódzkim klubie jako wiceprezes (formalnie jako wiceprezes stowarzyszenia ŁKS Basket Women).
Jego najwybitniejszą zawodniczką była Elżbieta Nowak, której talent odkrył w Jeleniej Górze. Jako pierwszy trener prowadził ją w ROW Rybnik, ŁKS Łódź i Polfie Pabianice. Byli małżeństwem w latach 1996–2012.
Bezskutecznie kandydował w 2014 do sejmiku województwa łódzkiego z listy komitetu SLD Lewica Razem i w 2015 do Sejmu z listy Zjednoczonej Lewicy.